# Lidmila Vášová
PhDr. Lidmila Vášová, rozená Hyhlíková (31. prosince 1939, Praha - 18. února 2020, Praha), byla představitelkou české bibliopedagogiky, bibliopsychologie a českého knihovnictví. Byla dcerou univerzitního profesora RNDr. Františka Hyhlíka, významného českého pedagoga a psychologa se specializací na pedagogickou psychologii a psychologii práce. Byla dlouholetou členkou Ústavu informačních studií a knihovnictví (ÚISK) Filozofické fakulty Univerzity Karlovy v Praze.

## Vzdělání
Byla absolventkou Gymnázia Jana Nerudy v Praze. V letech 1957–1962 studovala obor knihovnictví–čeština na FF UK v Praze. Zájem o otázky psychologie čtenáře a o pedagogické působení knihovníků ve veřejných knihovnách doložila také diplomovou prací s názvem Čtenářské výzkumy N. A. Rubakina a jejich ohlas u nás, kterou zpracovala pod vedením dr. Rudolfa Málka, tehdejšího ředitele Městské lidové knihovny v Praze. Rigorózní zkoušku složila v roce 1967.

## Zaměstnání
Od září 1962 působila dva roky jako metodička v tehdejší Městské lidové knihovně v Praze, v Obvodní knihovně v Praze 6. V listopadu 1964 byla přijata na Univerzitu Karlovu v Praze. Nejdříve působila ve funkci asistentky na Katedře knihovnictví v rámci bývalého Institutu osvěty a novinářství (ION) UK, od října 1966 pak ve funkci odborné asistentky na stejné katedře v rámci tehdy nově vzniklé Fakulty osvěty a novinářství (FON) (od 1. 9. 1967 se transformovala na Fakultu sociálních věd a publicistiky (FSVP)). Zároveň došlo k přejmenování katedry na Katedru knihovnictví a vědeckých informací (KKVI). Od října 1972 pokračovala ve stejné funkci již na Filozofické fakultě UK, kam byla katedra přesunuta. Na plný úvazek pracovala na ÚISK až do konce roku 2007. Od roku 2008 na témže ústavu působila formou dohody.

## Pedagogická, výzkumná a publikační činnost
V průběhu svého odborného působení na ÚISK vedla dr. Vášová přednášky a semináře v oblasti pedagogicko-psychologických disciplín, aplikovaných v oboru knihovní a informační vědy. Soustřeďovala se zejména na pedagogické a psychologické otázky čtení, čtenáře a čtenářství a také biblioterapii. V průběhu let vyučovala postupně řadu na sebe navazujících nebo jinak souvisejících předmětů.
Výraznou částí její publikační činnosti je kolekce učebnic a učebních textů pro vysoké i střední odborné školy a jiných studijních a metodických materiálů. V letech 1965-1967 vedla výběrový seminář Úvod do bibliopsychologie a v letech 1965–1973 také výuku předmětu Práce se čtenářem (od roku 1970 změnil svůj název na Teorie a metodika výchovy čtenáře). V roce 1970 publikovala k tomuto předmětu první rozsáhlejší vysokoškolské skriptum Teorie výchovy čtenáře.
V letech 1971–1975 se podílela na řešení části vědeckovýzkumného úkolu P-18-333-053 (Výchova informačních pracovníků z hlediska potřeb výstavby integrované soustavy v ČSSR). V letech 1973–1990 zajišťovala výuku jádrového předmětu studijního oboru knihovnictví a vědecké informace Čtenáři a uživatelé informací, ke kterému publikovala rozsáhlé stejnojmenné vysokoškolské skriptum, a to postupně ve 2 vydáních (v roce 1980  a v roce 1987. V roce 1980 vydala pro potřeby bývalého Institutu Ústředí vědeckých, technických a ekonomických informací pro mimoškolní vzdělávání také speciální metodický text Práce s učňovskou mládeží v knihovnách útvarech VTEI , určený informačním pracovníkům působícím na středních odborných učilištích ve školních knihovnách a střediscích VTEI.
V roce 1974 ve spolupráci s tehdejší Katedrou knihovědy a vědeckých informací FF Univerzity Komenského v Bratislavě připravila a zavedla nově koncipovaný předmět Bibliopedagogika, který začala přednášet od školního roku 1975/1976. Konstituovala tak u nás bibliopedagogiku jako samostatnou vědní disciplínu a zároveň vysokoškolský předmět. K tomuto předmětu publikovala stejnojmennou vysokoškolskou učebnici (ve spoluautorství s dr. M. Černou), a to rovněž ve dvou vydáních (1986  a 1989). Novou koncepci vyučovaného předmětu promítla také do řešení výzkumné úlohy s názvem Vědní základ studijního oboru 72-36-8 Vědecké informace a knihovnictví, na kterém se podílela v letech 1982-1985.
V roce 1995 vydala (samostatně) přepracovanou a rozšířenou verzi předchozí vysokoškolské učebnice s názvem Úvod do bibliopedagogiky . Stručná verze této učebnice byla pro potřeby výuky vydána v roce 2001 také v elektronické formě na CD-ROM pod názvem Úvod do psychologie čtenáře a bibliopedagogiky. Počátkem nového tisíciletí zpracovala také 40 odborných hesel pro novou online dostupnou Českou terminologickou databázi knihovnictví a informační vědy (TDKIV).
V letech 1976–1992 vedla specializovaný seminář pro knihovnické zaměření studijního oboru knihovnictví a vědecké informace s názvem Metodika práce s dětmi a mládeží v knihovnách (později se vyučoval jako ucelený předmět s pozměněným názvem Metodika knihovnické práce s dětmi a mládeží). V roce 1984 koncipovala předmět Metodika práce s dětmi a mládeží pro program specializačního pomaturitního studia absolventů středních knihovnických škol. V souvislosti s tím ve spoluautorství s prof. Milanem Nakonečným napsala učebnici pro střední knihovnické školy s názvem Vědecké informace a knihovnictví pro IV. ročník středních knihovnických škol (vyšla v roce 1987 v prvním vydání v češtině i slovenštině, ve druhém vydání již jenom ve slovenštině v roce 1991).
V rámci nově akreditovaného oboru informačních studií a knihovnictví zavedla nový seminář Úvod do rétoriky. Od svého nástupu na UK také řídila provozní praxe posluchačů ÚISK a vedla odborné exkurze. Od roku 1969 měla na starosti také organizační zabezpečení studia při zaměstnání (dnes kombinovaného studia). V rámci ÚISK vedla několik kursů celoživotního vzdělávání.
Mimo vysokou školu přednášela od roku 1966 odborná témata z oblasti pedagogicko-psychologických aspektů v knihovnictví včetně knihovnické práce s handicapovanými občany na různých kursech, školeních a seminářích, pořádaných pražskými i mimopražskými knihovnami. V letech 1980-1989 byla členkou Ústřední komise Ministerstva kultury ČR pro soutěž Budujeme vzornou lidovou knihovnu (BVLK).

## Hlavní publikované práce L. Vášové
Záznamy jsou v obou oddílech uspořádány chronologicky sestupně. Personální záhlaví jsou hypertextově propojena na autoritní záznamy databáze mezinárodního systému VIAF.

### Vysokoškolské a středoškolské učebnice a učební texty
- VÁŠOVÁ, Lidmila. Úvod do psychologie čtenáře a bibliopedagogiky. In Informační studia a knihovnictví v elektronických textech I. [CD-ROM]. Praha : Univerzita Karlova v Praze, Filozofická fakulta, Ústav informačních studií a knihovnictví, 2001. 33 s. Dostupný také z: https://web.archive.org/web/20110819220751/http://texty.jinonice.cuni.cz/
- VÁŠOVÁ, Lidmila. Úvod do bibliopedagogiky. Praha : Institut sociálních vztahů, 1995. 189 s. ISBN 80-85866-07-2.
- VÁŠOVÁ, Lidmila ; NAKONEČNÝ, Milan. Vedecké informácie a knihovníctvo pre 4. ročník stredných knihovníckych škôl. 2. upr. vyd. Bratislava : Slovenské pedagogické nakladateľstvo, 1991. 145 s. ISBN 80-08-01504-7.
- VÁŠOVÁ, Lidmila; ČERNÁ, Milena. Bibliopedagogika. Vyd. 2. Praha : Státní pedagogické nakladatelství, 1989. 132 s. Učebnice pro vysoké školy. Pro studenty filozofických fakult studijních oborů 72-36-8. ISBN 80-04-24503-X.
- VÁŠOVÁ, Lidmila. Čtenáři a uživatelé informací : (Základy psychologie a pedagogiky čtenáře) . 2. vyd. Praha : Státní pedagogické nakladatelství, 1987. 194 s. Učební text. Vydavatel Univerzita Karlova v Praze. Pro posluchače fakulty filozofické.
- VÁŠOVÁ, Lidmila; NAKONEČNÝ, Milan. Vedecké informácie a knihovníctvo pre 4. ročník stredných knihovníckych škôl. 1. vyd. Bratislava : Slovenské pedagogické nakladateľstvo, 1987. 154 s.
- VÁŠOVÁ, Lidmila; NAKONEČNÝ, Milan. Vědecké informace a knihovnictví pro IV. ročník středních knihovnických škol : studijní obor vědecké informace a knihovnictví. 1. vyd. Praha : Státní pedagogické nakladatelství, 1987. 154 s. Učebnice pro střední školy. Prozatímní učební text.
- VÁŠOVÁ, Lidmila; ČERNÁ, Milena. Bibliopedagogika. 1. vyd. Praha : Státní pedagogické nakladatelství, 1986. 132 s. Učebnice pro vysoké školy. Pro studenty filozofických fakult studijních oborů 72-36-8.
- VÁŠOVÁ, Lidmila. Čtenáři a uživatelé informací : (Základy psychologie a pedagogiky čtenáře). 1. vyd. Praha : Státní pedagogické nakladatelství, 1980. 194, [2] s. Učební text. Vydala Univerzita Karlova v Praze. Pro posluchače fakulty filozofické.
- VÁŠOVÁ, Lidmila. Práce s učňovskou mládeží v knihovnách útvarech VTEI. 1. vyd. Praha : Ústředí vědeckých, technických a ekonomických informací – Institut UVTEI pro mimoškolní vzdělávání, říjen 1980. 103 s.
- VÁŠOVÁ, Lidmila. Teorie výchovy čtenáře. 1. vyd. Praha : SPN, 1970. 92 s. Učební texty vysokých škol. Určeno pro posluchače fakulty sociálních věd a publicistiky – katedra knihovnictví a vědeckých informací.

### Články v časopisech a ve sbornících
- VÁŠOVÁ, Lidmila. Mámo, pojď mi číst! Knihovnický zpravodaj Vysočina [online]. 2003, roč. 3, č. 1 [cit. 2009-12-15]. ISSN 1213-8231. Dostupný z WWW: https://web.archive.org/web/20160306050744/http://kzv.kkvysociny.cz/archiv.aspx?id=546&idci=8&idr=3
- VÁŠOVÁ, Lidmila. Dyslektické dieťa v knižnici. Knižnice a informácie. 2001, roč. 33, č. 6., s. 256–259. ISSN 1210-096X.
- VÁŠOVÁ, Lidmila. Dlouhodobě a trvale postižení dětští čtenáři. Duha. 1997, roč. 11, č. 3, s. 8–11. ISSN 0862-1985.
- VÁŠOVÁ, Lidmila. Public libraries in the Czech Republic. International information and library review. March 1995, vol. 27, no. 1, s. 69–74. ISSN 1057-2317.
- VÁŠOVÁ, Lidmila. Knihovnické zaměření studia na katedře vědeckých informací a knihovnictví. In 40 let katedry vědeckých informací a knihovnictví filozofické fakulty Univerzity Karlovy : Konference, Praha 20. 10. 1990 : Sborník. Praha, Svaz knihovníků a informačních pracovníků ČR, 1991, s. 42–44.
- VÁŠOVÁ, Lidmila. Půlstoletí s knihovnou. In Městská knihovna v Praze 1891–1991. Praha : Městská knihovna, 1991, s. 162–163. ISBN 80-85041-08-1.
- VÁŠOVÁ, Lidmila. Bibliopedagogika. In Niektoré otázky didaktiky knihovníctva a vedeckých informácií. Martin : Matica slovenská, 1988, s. 93–118.
- VÁŠOVÁ, Lidmila. Děti a dospívající mládež z hlediska čtenářských kategorií. Čtenář. 1987, roč. 39, č. 1, s. 9–11. ISSN 0011-2321.
- VÁŠOVÁ, Lidmila. Psychologické aspekty individuální práce s dětskými a dospívajícími čtenáři. Čtenář. 1987, roč. 39, č. 5, s. 160–164. ISSN 0011-2321.
- VÁŠOVÁ, Lidmila. Nikolaj Alexandrovič Rubanin [k 40. výročí úmrtí]. Knihovnictví a bibliografie. 1986, [roč. 15], č. 4, s. 64–66. Příloha časopisu Čtenář. 1986, roč. 38, č. 8.
- VÁŠOVÁ, Lidmila. Dálkové studium na katedře vědeckých informací a knihovnictví FF UK v Praze. In Knihovna : vědeckoteoretický sborník. Sv. 13. Praha : Státní pedagogické nakladatelství, 1983, s. 135–138.
- VÁŠOVÁ, Lidmila. Výchovní pracovníci a učňovská mládež. In Mládež a kniha. Martin : Matica slovenská, 1983, s. 25–34.
- VÁŠOVÁ, Lidmila. Příprava studentů oboru vědecké informace a knihovnictví pro práci s dětmi a mládeží. In Sborník příspěvků ze semináře, konaného u příležitosti Mezinárodního roku dítěte v DSVK v Praze. Praha : Ústav pro výzkum kultury, 1980, s. 149–152.
- VÁŠOVÁ, Lidmila. K problematice čtenářských výzkumů. Knihovnictví a bibliografie. 1979, [roč. 8], č. 2, s. 25–30. Soupis diplomových prací k tématu na s. 38-40. Příloha časopisu Čtenář. 1979, roč. 31, č. 5.
- VÁŠOVÁ, Lidmila. Dyslektické dítě a četba. Knihovnictví a bibliografie. 1972, [roč. 1], č. 4, s. 71–74. Příloha časopisu Čtenář. 1972, roč. 24, č. 8.
- VÁŠOVÁ, Lidmila. N. A. Rubakin (1868-1946). Čtenář. 1968, roč. 20, č. 3, s. 108–110. ISSN 0011-2321.
- VÁŠOVÁ, Lidmila. Bibliopsychologie N. A. Rubakina. Knihovník. 1967, č. 3, s. 72–79.
- VÁŠOVÁ, Lidmila. Předpoklady individuální práce se čtenářem. In Sborník zkušeností knihovníků. Praha : Ústřední dům armády, 1965, s. 3–8.